# Peter Kirby
Peter Murray Kirby (* 17. Dezember 1931 in Montreal) ist ein ehemaliger kanadischer Bobfahrer. Er war in den 1960er Jahren aktiv und wurde je einmal Olympiasieger und Weltmeister im Viererbob.

## Karriere
Kirby war zunächst ein überdurchschnittlich guter Skirennläufer. Er gewann 1953 die kanadische Juniorenmeisterschaft, war 1954 Mitglied der kanadischen Nationalmannschaft und führte 1956 das Skiteam des Dartmouth College an. Daraufhin wechselte er zum Bobsport. Die Trainingsbedingungen waren äußerst ungünstig: Das Canadian Olympic Committee verweigerte jegliche Unterstützung, so dass die Kanadier das Anschieben in Sporthallen üben mussten und auf der Bobbahn in Lake Placid nur selten die Gelegenheit zu Trainingsläufen erhielten.
Vor den Olympischen Winterspielen 1964 galten die Österreicher und Italiener als haushohe Favoriten. Das kanadische Viererbobteam, bestehend aus Victor Emery, John Emery, Douglas Anakin und Peter Kirby, konnte nur viermal auf der Olympia-Bobbahn Igls trainieren, im Gegensatz zu zahlreichen Konkurrenten, die schon Wochen vorher angereist waren. Völlig überraschend unterboten die Kanadier im ersten Lauf den Bahnrekord, behaupteten sich bis zum Schluss an der Spitze und gewannen die Goldmedaille. Im Zweierbob fuhren Victor Emery und Peter Kirby auf den vierten Platz. Bei der Weltmeisterschaft 1965 in St. Moritz war der kanadische Vierer mit Kirby als Bremser erneut der Schnellste.
Nach seinem Rücktritt vom Spitzensport arbeitete Kirby als Geologe und war später als Geschäftsmann tätig.